# Sig Unander
Sigfrid Benson „Sig“ Unander senior (* 3. August 1913 in Colfax, Washington; † 1. Februar 1978 in Portland, Oregon) war ein US-amerikanischer Politiker.

## Werdegang
Die Kindheit von Sigfrid Benson Unander senior war vom Ersten Weltkrieg überschattet und die Jugendjahre von der Weltwirtschaftskrise. Er studierte Politikwissenschaft an der Stanford University, wo er mit einem Bachelor of Arts graduierte. Danach machte er einen Master of Business Administration an der Stanford Graduate School of Business. Während des Zweiten Weltkrieges diente er viereinhalb Jahre in der Armee, davon war er 39 Monate in Übersee stationiert. In dieser Zeit verliehen ihm die Vereinigten Staaten zwei Orden und ausländische Regierungen vier Orden. Ferner erhielt er sechs Battle Stars für die Teilnahme an großangelegten Kampagnen.
Unander war in der Republikanischen Partei aktiv. Er war Treasurer im State Central Committee, stellvertretender Vorsitzender im Oregon Republican Club, ein Mitglied bei den Young Republicans und ein Precinct Committeeman. Bei den Republican National Conventions im Jahr 1940 und 1948 nahm er für Oregon als Ersatzmann (Alternate Delegate) teil. Dabei kandidierte er im Mai 1948 für die republikanische Nominierung für den Posten als Treasurer of State von Oregon. Zu diesem Zeitpunkt hatte er bereits erste Erfahrungen in der Landesregierung vorweisen können. Er war Executive Assistant des früheren Gouverneurs von Oregon Charles A. Sprague. Während seiner Tätigkeit dort lernte er die Arbeitsabläufe im Oregon State Board of Control kennen. Dabei leitete er Forschungsprojekte in staatlichen Institutionen und Studien betreffend das öffentliche Rentensystem im öffentlichen Dienst sowie die Forstwirtschaft, Wirtschaftsbelange, die Landwirtschaft und die Landnutzung. Bei den Wahlen im Jahr 1952 für den Posten als Treasurer of State von Oregon errang er einen Sieg. Seine Wiederwahl erfolgte 1956. Er bekleidete den Posten vom 5. Januar 1953 bis zu seinem Rücktritt am 31. Dezember 1959. Unander kandidierte 1962 erfolglos für einen Sitz im US-Senat.
Er war Mitglied der Amerikanischen Legion und der Veterans of Foreign Wars sowie Senior Vice Commander vom Military Order of World Wars. Ferner gehörte er den Freimaurern, den Eagles und den Alpha Tau Omega an.

## Trivia
Bei den Olympischen Sommerspielen von 1932 belegte er in den Vorrunden den 12. Platz in Schießen.